# ناش كارتر
ناش كارتر هو مصارع محترف أمريكي ولد في 29 أبريل 1994،يعمل حالياً في دبليو دبليو إي في قسم إن إكس تي.

## الحياة الشخصية والادعاءات
كان جرين على علاقة مع زميلته المصارِعة كيمبر لي بدأت في 2018. خطب الزوجان في أغسطس 2019 وتزوجا في العام التالي في مايو 2020. انفصلا في عام 2022 بعد مزاعم بأن جرين قد اعتدى على لي محليًا على مدار فترة من الزمن. بعد فترة وجيزة، نشرت لي صورة تظهر جرين وهو يؤدي التحية النازية وشارب يشبه شارب أدولف هتلر، مما أدى جعل دبليو دبليو إي تحرره من عقده.

## روابط خارجية
- ناش كارتر على موقع دبليو دبليو إي (الإنجليزية)
- ناش كارتر على موقع WrestlingData.com (الإنجليزية)
- ناش كارتر على موقع CageMatch worker (الإنجليزية)
- ناش كارتر على موقع قاعدة بيانات المصارعة على الإنترنت (الإنجليزية)
- ناش كارتر على موقع عالم المصارعة على الإنترنت (الإنجليزية)